# مدار ۲ درجه جنوبی
مدار ۲ درجه جنوبی، دایره‌ای از عرض جغرافیایی است که در ۲ درجهٔ جنوبی خط استوا  قرار دارد.

## گذر از مناطق
از نصف‌النهار مبدأ شروع می‌شود و به سمت مشرق ۲ درجه جنوبی از موارد زیر گذر می‌کند:
| مختصات‌ها                                           | کشور، قلمرو یا دریا   | توضیحات                                                                              |
| -------------------------------------------------- | --------------------- | ------------------------------------------------------------------------------------ |
| ۲°۰′ جنوبی ۰°۰′ شرقی / ۲٫۰۰۰°جنوبی ۰٫۰۰۰°شرقی      | اقیانوس اطلس          |                                                                                      |
| ۲°۰′ جنوبی ۹°۲۱′ شرقی / ۲٫۰۰۰°جنوبی ۹٫۳۵۰°شرقی     | گابن                  |                                                                                      |
| ۲°۰′ جنوبی ۱۲°۲۸′ شرقی / ۲٫۰۰۰°جنوبی ۱۲٫۴۶۷°شرقی   | جمهوری کنگو           |                                                                                      |
| ۲°۰′ جنوبی ۱۲°۵۲′ شرقی / ۲٫۰۰۰°جنوبی ۱۲٫۸۶۷°شرقی   | گابن                  |                                                                                      |
| ۲°۰′ جنوبی ۱۴°۱۵′ شرقی / ۲٫۰۰۰°جنوبی ۱۴٫۲۵۰°شرقی   | جمهوری کنگو           |                                                                                      |
| ۲°۰′ جنوبی ۱۶°۲۴′ شرقی / ۲٫۰۰۰°جنوبی ۱۶٫۴۰۰°شرقی   | جمهوری دموکراتیک کنگو | The border with Rwanda is in دریاچه کیوو                                             |
| ۲°۰′ جنوبی ۲۹°۹′ شرقی / ۲٫۰۰۰°جنوبی ۲۹٫۱۵۰°شرقی    | رواندا                | گذرکردن از جنوب کیگالی                                                               |
| ۲°۰′ جنوبی ۳۰°۵۱′ شرقی / ۲٫۰۰۰°جنوبی ۳۰٫۸۵۰°شرقی   | تانزانیا              | Passing through دریاچه ویکتوریا, شامل Ukerewe Island                                 |
| ۲°۰′ جنوبی ۳۵°۵۰′ شرقی / ۲٫۰۰۰°جنوبی ۳۵٫۸۳۳°شرقی   | کنیا                  |                                                                                      |
| ۲°۰′ جنوبی ۴۱°۱۷′ شرقی / ۲٫۰۰۰°جنوبی ۴۱٫۲۸۳°شرقی   | اقیانوس هند           |                                                                                      |
| ۲°۰′ جنوبی ۹۹°۳۳′ شرقی / ۲٫۰۰۰°جنوبی ۹۹٫۵۵۰°شرقی   | اندونزی               | A small island just north of the جزیرهٔ Sipura                                        |
| ۲°۰′ جنوبی ۹۹°۳۴′ شرقی / ۲٫۰۰۰°جنوبی ۹۹٫۵۶۷°شرقی   | Mentawai Strait       |                                                                                      |
| ۲°۰′ جنوبی ۱۰۰°۵۲′ شرقی / ۲٫۰۰۰°جنوبی ۱۰۰٫۸۶۷°شرقی | اندونزی               | جزیرهٔ سوماترا                                                                        |
| ۲°۰′ جنوبی ۱۰۴°۴۷′ شرقی / ۲٫۰۰۰°جنوبی ۱۰۴٫۷۸۳°شرقی | Bangka Strait         |                                                                                      |
| ۲°۰′ جنوبی ۱۰۵°۷′ شرقی / ۲٫۰۰۰°جنوبی ۱۰۵٫۱۱۷°شرقی  | اندونزی               | جزیرهٔ Bangka                                                                         |
| ۲°۰′ جنوبی ۱۰۶°۸′ شرقی / ۲٫۰۰۰°جنوبی ۱۰۶٫۱۳۳°شرقی  | Karimata Strait       |                                                                                      |
| ۲°۰′ جنوبی ۱۱۰°۶′ شرقی / ۲٫۰۰۰°جنوبی ۱۱۰٫۱۰۰°شرقی  | اندونزی               | جزیرهٔ بورنئو                                                                         |
| ۲°۰′ جنوبی ۱۱۶°۲۷′ شرقی / ۲٫۰۰۰°جنوبی ۱۱۶٫۴۵۰°شرقی | تنگه ماکاسار          |                                                                                      |
| ۲°۰′ جنوبی ۱۱۹°۱۳′ شرقی / ۲٫۰۰۰°جنوبی ۱۱۹٫۲۱۷°شرقی | اندونزی               | جزیرهٔ سولاوسی                                                                        |
| ۲°۰′ جنوبی ۱۲۱°۲۷′ شرقی / ۲٫۰۰۰°جنوبی ۱۲۱٫۴۵۰°شرقی | دریای باندا           |                                                                                      |
| ۲°۰′ جنوبی ۱۲۳°۴۸′ شرقی / ۲٫۰۰۰°جنوبی ۱۲۳٫۸۰۰°شرقی | اندونزی               | جزیرهٔ Salue Besar در Banggai archipelago                                             |
| ۲°۰′ جنوبی ۱۲۳°۵۱′ شرقی / ۲٫۰۰۰°جنوبی ۱۲۳٫۸۵۰°شرقی | دریای باندا           |                                                                                      |
| ۲°۰′ جنوبی ۱۲۴°۱۸′ شرقی / ۲٫۰۰۰°جنوبی ۱۲۴٫۳۰۰°شرقی | اندونزی               | جزیرهٔ Seho و Taliabu                                                                 |
| ۲°۰′ جنوبی ۱۲۴°۳۳′ شرقی / ۲٫۰۰۰°جنوبی ۱۲۴٫۵۵۰°شرقی | دریای باندا           | گذرکردن از جنوب جزیرهٔ Mangole, اندونزی                                               |
| ۲°۰′ جنوبی ۱۲۵°۵۳′ شرقی / ۲٫۰۰۰°جنوبی ۱۲۵٫۸۸۳°شرقی | اندونزی               | جزیرهٔ Sanana                                                                         |
| ۲°۰′ جنوبی ۱۲۵°۵۸′ شرقی / ۲٫۰۰۰°جنوبی ۱۲۵٫۹۶۷°شرقی | دریای سرام            | گذرکردن از جنوب جزیرهٔ جزیره ابی, اندونزی                                             |
| ۲°۰′ جنوبی ۱۲۹°۵۴′ شرقی / ۲٫۰۰۰°جنوبی ۱۲۹٫۹۰۰°شرقی | اندونزی               | جزیرهٔ Misool                                                                         |
| ۲°۰′ جنوبی ۱۳۰°۲۳′ شرقی / ۲٫۰۰۰°جنوبی ۱۳۰٫۳۸۳°شرقی | دریای سرام            |                                                                                      |
| ۲°۰′ جنوبی ۱۳۲°۰′ شرقی / ۲٫۰۰۰°جنوبی ۱۳۲٫۰۰۰°شرقی  | اندونزی               | جزیرهٔ گینه نو و Meos Waar                                                            |
| ۲°۰′ جنوبی ۱۳۴°۲۵′ شرقی / ۲٫۰۰۰°جنوبی ۱۳۴٫۴۱۷°شرقی | Cenderawasih Bay      | گذرکردن از جنوب جزیرهٔ Yapen, اندونزی                                                 |
| ۲°۰′ جنوبی ۱۳۷°۱۲′ شرقی / ۲٫۰۰۰°جنوبی ۱۳۷٫۲۰۰°شرقی | اندونزی               | جزیرهٔ گینه نو                                                                        |
| ۲°۰′ جنوبی ۱۳۹°۳′ شرقی / ۲٫۰۰۰°جنوبی ۱۳۹٫۰۵۰°شرقی  | اقیانوس آرام          | گذرکردن از جنوب Ninigo Islands, پاپوآ گینه نو                                        |
| ۲°۰′ جنوبی ۱۴۶°۳۴′ شرقی / ۲٫۰۰۰°جنوبی ۱۴۶٫۵۶۷°شرقی | پاپوآ گینه نو         | جزیرهٔ Manus                                                                          |
| ۲°۰′ جنوبی ۱۴۷°۱۱′ شرقی / ۲٫۰۰۰°جنوبی ۱۴۷٫۱۸۳°شرقی | Seeadler Harbour      |                                                                                      |
| ۲°۰′ جنوبی ۱۴۷°۲۳′ شرقی / ۲٫۰۰۰°جنوبی ۱۴۷٫۳۸۳°شرقی | پاپوآ گینه نو         | Los Negros Island                                                                    |
| ۲°۰′ جنوبی ۱۴۷°۲۴′ شرقی / ۲٫۰۰۰°جنوبی ۱۴۷٫۴۰۰°شرقی | اقیانوس آرام          | گذرکردن از شمال Tong Island, پاپوآ گینه نو · گذرکردن از جنوب اونوتوآ atoll, کیریباتی |
| ۲°۰′ جنوبی ۸۰°۴۵′ غربی / ۲٫۰۰۰°جنوبی ۸۰٫۷۵۰°غربی   | اکوادور               |                                                                                      |
| ۲°۰′ جنوبی ۷۵°۵۷′ غربی / ۲٫۰۰۰°جنوبی ۷۵٫۹۵۰°غربی   | پرو                   |                                                                                      |
| ۲°۰′ جنوبی ۷۳°۶′ غربی / ۲٫۰۰۰°جنوبی ۷۳٫۱۰۰°غربی    | کلمبیا                |                                                                                      |
| ۲°۰′ جنوبی ۶۹°۳۲′ غربی / ۲٫۰۰۰°جنوبی ۶۹٫۵۳۳°غربی   | برزیل                 | آمازوناس پارا مارانیائو                                                              |
| ۲°۰′ جنوبی ۴۴°۲۹′ غربی / ۲٫۰۰۰°جنوبی ۴۴٫۴۸۳°غربی   | اقیانوس اطلس          |                                                                                      |